# 星杏璃
星 杏璃（ほし あんり、2000年5月9日 - ）は、日本の女子バスケットボール選手である。ポジションはガード。ENEOSサンフラワーズ所属。茨城県出身。

## 来歴
小学校時代に外野サニーチャイルドスポーツ少年団でバスケットボールを始め、ひたちなか市立大島中学校で全国中学校バスケットボール大会ベスト8、昭和学院高校でウィンターカップ3位となり、2019年4月、ENEOSサンフラワーズへ加入。
2023年アジアカップで日本代表初選出。
2024年パリオリンピック世界最終予選の日本代表候補に選出されたが、欧州での代表活動で左膝前十字靭帯断裂を負ったため離脱した。
10月に復帰。
2025年、日本代表合宿メンバーに選出。

## 経歴
- 昭和学院高 - ENEOS

## 日本代表歴
- 2023 FIBAアジアカップ
- 2023 アジア大会